# Wólka Łańcuchowska
Wólka Łańcuchowska – wieś w Polsce położona w województwie lubelskim, w powiecie łęczyńskim, w gminie Milejów.
W latach 1975–1998 miejscowość administracyjnie należała do ówczesnego województwa lubelskiego.
Wieś stanowi sołectwo Milejów. Według Narodowego Spisu Powszechnego z roku 2011 wieś liczyła 244 mieszkańców.
Wieś na skraju Polesia Wołyńskiego  przy Nadwieprzańskim parku krajobrazowym ciągnącym się wzdłuż biegu Wieprza do Łęcznej, stanowi sołectwo gminy Milejów. Dogodne połączenie komunikacyjne z Łańcuchowem i siedzibą powiatu przez drogę powiatową (2016L) a następnie wojewódzką 829.

## Historia
Wola Łańcuchowska wieś notowana w 1427 roku jako „Laczuchowska Wola”, w 1429 „Luczuchwszka! Wola”, dziś Wólka Łańcuchowska, położona 3 km na południe od miasta. Łęczna.
Wieś historycznie położona w powiecie lubelskim, parafii Łańcuchów (Długosz L.B. t.II s.547).

Granice: w roku 1427 wyznaczano granice z Mełgwią. W 1486 z wsią Krzesimów (LP 104-5). Z roku 1476 zachował się opis wieś położona nad rzeką Wieprz, między wsiami Łańcuchów i Zakrzów.
Wieś stanowiła własność szlachecką w latach 1427–1441 dziedzicem był Jan Kuropatwa z Łańcuchowa. Sukcesję po nim przejęła w roku 1462 Jadwiga wdowa po Janie Kuropatwie. Ona to zastawia Wólkę Łańcuchowską za 120 grzywien Piotrowi z Kurowa kasztelanowi lubelskiemu. Ta sama Jadwiga w 1476 roku zastawia wieś. za 70 florenów węgierskich Janowi Wyprotkowi ze Świebodzina (w powiecie pilzneńskim). Ostatecznie z końcem XV wieku to jest w latach 1486–1502 dziedzicem pozostawał Stanisław Kuropatwa z Łańcuchowa.